# Pseudosquilla
Pseudosquilla is een geslacht van kreeftachtigen uit de klasse van de Malacostraca (hogere kreeftachtigen).

## Soort
- Pseudosquilla ciliata (Fabricius, 1787)